# Trictenotoma lansbergi
Trictenotoma lansbergi is een keversoort uit de familie Trictenotomidae. De wetenschappelijke naam van de soort is voor het eerst geldig gepubliceerd in 1882 door Dohrn.